# Paulo César Saraceni
Pour les articles homonymes, voir Saraceni.
Paulo Cesar Saraceni (né le 5 novembre 1933 à Rio de Janeiro et mort le 14 avril 2012  dans la même ville) est un acteur, réalisateur, scénariste et producteur de cinéma brésilien.

## Biographie
Après des études de droit, Paulo Cesar Saraceni devient au début des années 1950,  critique de cinéma. Il se rend ensuite à Rome, où il va suivre les cours du Centro Sperimentale di Cinematografia. Dès son premier long métrage Porto das Caixas (1963), loué par Glauber Rocha, il s'impose, aux côtés de ce dernier, comme l'un des initiateurs du Cinema Novo. À partir d'un scénario de Lúcio Cardoso, son auteur fétiche, le film est inspiré d'un fait divers - une femme assassinant son mari avec l'aide d'un comparse -   qui secoua les cariocas au cours des années 1950. Le réalisateur y manifeste un penchant pour « l'exacerbation des caractères et l'introspection psychologique. »
Son documentaire Integração racial (1964) et O Desafio (1965), réflexion d'un intellectuel sur les conséquences du Coup d'État du 1er avril 1964 au Brésil, révèlent également un homme très concerné par les débats politiques de son pays et de son époque. 
Il réalise, au cours des années suivantes,  des adaptations d'auteurs importants de la littérature brésilienne : Capitu (1968) d'après Machado de Assis, Ao Sul do Meu Corpo (1983) de Paulo Emilio Salles Gomes,  A Casa Assassinada (1971) et O Viajante (1998), tous deux écrits par Lúcio Cardoso.
Après avoir subi un accident vasculaire cérébral (AVC), Paulo César Saraceni s'est éteint en avril 2012,  à l'hôpital de Lagoa (Rio de Janeiro), à la suite d'une défaillance multiviscérale.

## Filmographie partielle

### Comme réalisateur
- 1958 : Caminhos (court métrage)
- 1959 : Arraial do Cabo (coréal. : Mario Carneiro ; c.m.)
- 1963 : Porto das Caixas
- 1964 : Integração racial (documentaire)
- 1965 : O Desafio
- 1968 : Capitù
- 1971 : A Casa Assassinada
- 1972 : Amor, Carnaval e Sonhos
- 1978 : Anchieta José do Brasil
- 1983 : Ao Sul do Meu Corpo
- 1983 : Quadro a quadro, Newton Cavalcanti (court métrage)
- 1988 : Natal le manchot (Natal da Portela)
- 1996 : Bahia de Todos os Sambas (coréalisé avec Leon Hirszman)
- 1998 : O Viajante
- 2003 : Banda de Ipanema - Folia de Albino
- 2011 : O Gerente